# Bảo tồn động vật hoang dã

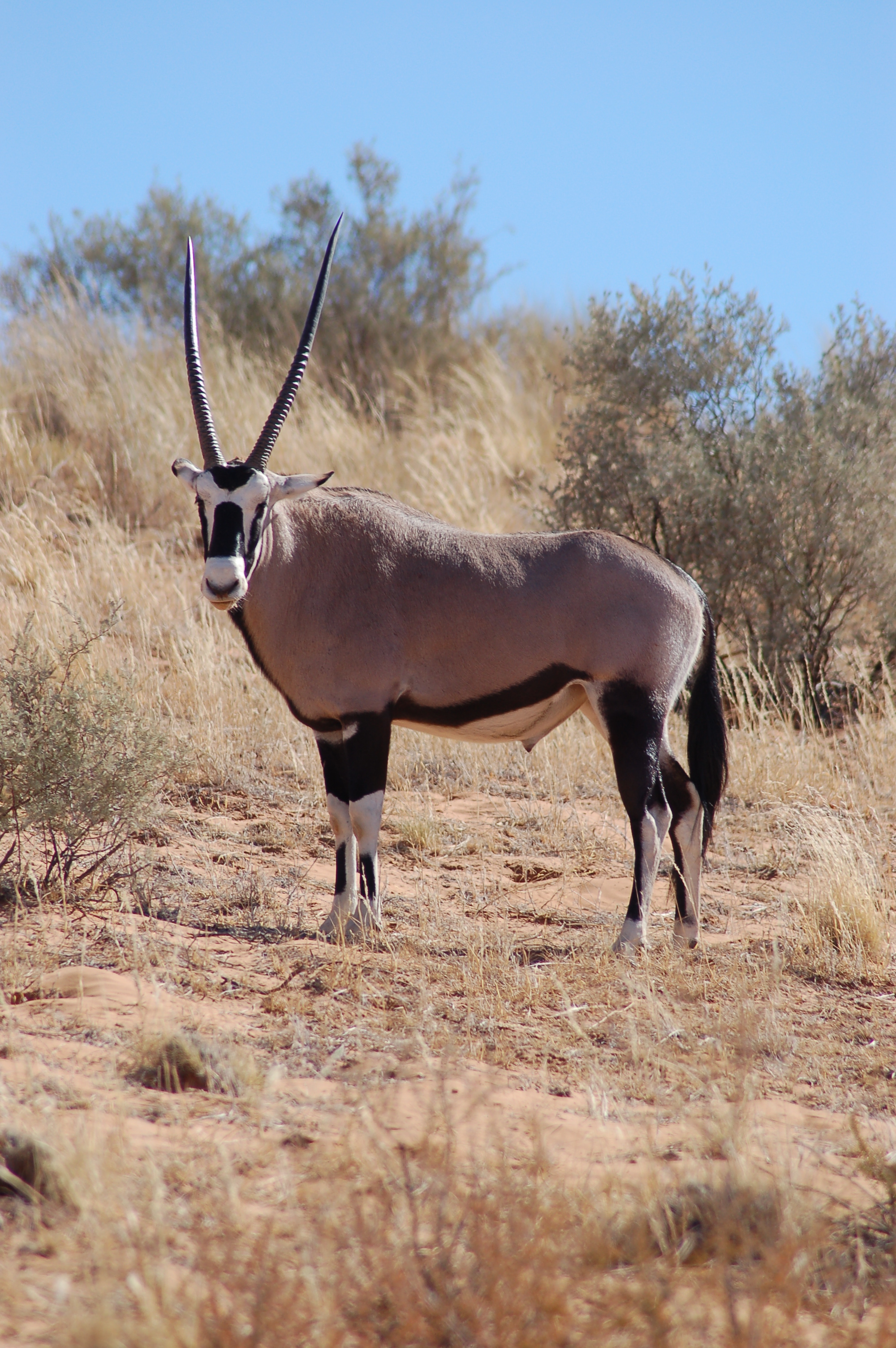
Linh dương được bảo tồn tại Nam Phi, các loài linh dương là một trong những loài được nỗ lực bảo tồn và có kết quả qua những dự án

Bảo tồn động vật hoang dã là việc thực hành bảo vệ các loài động vật hoang dã và môi trường sống của chúng. Mục tiêu của việc này là để đảm bảo rằng giới tự nhiên sẽ được bảo vệ để che chở cho các thế hệ tương lai và giúp loài người nhận ra tầm quan trọng của động vật hoang dã và môi trường hoang dã đối với con người và các loài khác nhau trên hành tinh này.
Nhiều quốc gia có các cơ quan chính phủ và các tổ chức, thiết chế dành riêng cho bảo tồn động vật hoang dã, để hỗ trợ thực hiện chính sách được thiết kế để bảo vệ động vật hoang dã. Nhiều tổ chức phi lợi nhuận độc lập cũng góp phần thúc đẩy việc bảo tồn động vật hoang dã. Ngày nay, bảo tồn động vật hoang dã đã trở thành một thực tế ngày càng quan trọng do những tác động tiêu cực của các hoạt động của con người đối với động vật hoang dã.
Các nỗ lực nhằm tăng cường bảo vệ những loài quan trọng như tê giác, voi, hổ, tê tê, ngoài việc đóng góp trực tiếp cho hoạt động bảo tồn các loài động vật này còn mang ý nghĩa biểu tượng, tạo động lực cho việc bảo tồn tất cả các loài động vật hoang dã khác, góp phần ngăn chặn các loại thảm họa thiên nhiên, duy trì các dịch vụ sinh thái quan trọng đối với đời sống và sự phát triển kinh tế-xã hội của cộng đồng người dân, địa phương, quốc gia và quốc tế

## Vai trò
Động vật hoang dã là tài nguyên thiên nhiên vô cùng quý giá, góp phần quan trọng trong việc tạo nên sự cân bằng sinh thái, bảo đảm môi trường sống trong lành cho con người. Vì vậy, tất cả phải có trách nhiệm bảo vệ động vật hoang dã, tạo môi trường sống cho các loài động vật này được bảo tồn và phát triển.. 

### Đa dạng sinh học
Hiện có khoảng 10 tới 15 triệu loài sinh vật sinh sống trên hành tinh và tính riêng các loài động vật lên đến 7,7 triệu loài. Tất cả các cá thể sống đều là một phần của mạng lưới phức tạp, cân bằng một cách tinh vi gọi là sinh quyển. Ngược lại, sinh quyển của trái đất của tạo nên bởi vô số các hệ sinh thái bao gồm các loài động thực vật và môi trường sống tự nhiên của chúng. Sự biến mất của một loài sẽ gây nên phản ứng dây chuyền, ảnh hưởng tới rất nhiều loài khác. Đặc biệt đối với các loài có vai trò quan trọng trong hệ sinh thái thì sự tuyệt chủng của chúng có thể dẫn đến những hậu họa khó lường chẳng hạn như sói xám được cho là một trong những loài động vật có vai trò quan trọng trong hệ sinh thái. Mỗi loài đều có những giá trị ẩn sâu bên trong..

### Cân bằng môi trường
Nhiều sinh vật có ý nghĩa đặc biệt quan trọng trong việc đánh giá chất lượng môi trường. Ví dụ như sự sụt giảm nhanh chóng về số lượng đại bàng đầu bạc và chim ưng vào giữa thế kỷ 20 là lời cảnh báo mạnh mẽ về mức độ nguy hiểm của DDT là một loại thuốc trừ sâu mạnh từng được sử dụng rộng rãi nay tích tụ lại trong mô của cơ thể động vật (làm suy yếu khả năng sinh sản và cản trở quá trình ấp trứng thành công của các loài động vật này). Những loài sinh vật có khả năng chỉ thị môi trường sẽ cảnh báo con người về tác động của biến đổi khí hậu và các chất gây ô nhiễm tới môi trường.

### Giá trị kinh tế
Một số lợi ích từ các loài động thực vật là có thể đong đếm được bằng giá trị kinh tế. Theo Ban quản lý vườn quốc gia và động vật hoang dã bang Texas, Hoa Kỳ, xem chim là hoạt động giải trí ngoài trời phát triển nhanh nhất, ước tính mỗi năm đóng góp khoảng 400 triệu đô la vào ngân sách của bang. Nghiên cứu của Cục Bảo vệ Động vật hoang dã và Thủy sản Hoa Kỳ cũng cho biết hoạt động quan sát môi trường tự nhiên – không chỉ tính riêng hoạt động ngắm chim – đã thu về 85 tỉ đô la cho Hoa Kỳ trong năm 2001.

### Phục vụ nông nghiệp
Nhiều loài sinh vật bắt đầu cho thấy những lợi ích quan trọng trong ngành nông nghiệp. Những người nông dân đang sử dụng côn trùng và các loài động vật ăn sâu bọ để tiêu diệt sâu bọ gây hại cho mùa màng cũng như sử dụng các giống cây trồng chứa các độc tố tự nhiên đẩy lùi các loài côn trùng gây hại. Chúng được gọi là thiên địch và trong nhiều trường hợp, đây là biện pháp thay thế không những an toàn, hiệu quả mà còn thân thiện với môi trường và ít tốn kém hơn các loại thuốc hóa học tổng hợp. Do đó việc bảo tồn động vật còn có ý nghĩa ngay với chính nông nghiệp của con người.

### Về y học
Trong cuộc đấu tranh sinh tồn với những loài sinh vật khác, nhiều loài động vật hoang dã đã tự tìm ra nhiều cách để kháng vi khuẩn và các tế bào gây ung thư. Chúng có thể tạo ra các phân tử mới lạ mà các nhà hóa học chưa từng biết tới. Việc tìm hiểu và nghiên cứu về đặc tính này của các loài có thể giúp các nhà khoa học tìm ra những phương pháp chữa bệnh mới, hiệu quả. Trong cơ thể của nhiều loài động thực vật còn chứa các chất hóa học hữu ích, phục vụ cho việc sản xuất dược phẩm. Nhiều loại thuốc kháng sinh, chất chống ung thư, thuốc giảm đau và thuốc chữa bệnh máu khó đông hiện nay có nguồn nguyên liệu là từ động vật hoang dã. Ngoài ra, một số loài động vật có thể giúp chúng ta thử nghiệm trong quá trình nghiên cứu các chế phẩm y học. 

### Di sản phi vật thể
Nhiều loài động vật hoang dã còn mang lại niềm cảm hứng cho tác giả, nghệ sĩ và tất cả những ai quan tâm tới sự đa dạng của thế giới tự nhiên. Hàng loạt các triển lãm ảnh về các loài động vật hoang dã đã được tổ chức trên toàn thế giới, thu hút sự chú ý của đông đảo dư luận. Sự tồn tại của các loài động vật hoang dã trong tự nhiên đã ăn sâu vào tiềm thức của con người như một nét văn hóa ở nhiều quốc gia, vùng miền, dân tộc.

## Tính cấp thiết
Ước tính có khoảng 1.556 loài được xác định là có nguy cơ tuyệt chủng hoặc gần tuyệt chủng và cần được bảo vệ. Các khu rừng nhiệt đới – nơi trú ẩn của một nửa số sinh vật hiện tồn tại trên trái đất cũng đang bị thu hẹp hàng trăm nghìn ha mỗi năm. Vô số loài đã biến mất khi môi trường sống của chúng bị phá hủy. Việc bảo tồn sự đa dạng của các loài động thực vật trong tự nhiên đang là vấn đề cấp bách. Sự tuyệt chủng của các loài động vật hoang dã không phải đơn thuần do môi trường sống bị mất mà là chính bàn tay của con người gây trực tiếp gây ra. Các hành động săn bắn, bẫy thú đã làm số lượng động vật hoang dã giảm xuống đến tốc độ chóng mặt.

### Thế giới
Một lượng lớn các loài động vật hoang dã trên trái đất đột nhiên biến mất là vấn đề lớn, phức tạp mà mỗi quốc gia đang phải đối đầu. Một số lượng lớn các loài động vật hoang dã như voi, tê giác bị săn bắn đến mức số lượng chẳng còn lại là bao nhiêu trên khắp thế giới. Nếu những hành động săn bắn trái phép này còn tiếp diễn thì một ngày nào đó chẳng có voi, tê giác hoặc rùa. Hiện tại, khoảng 1.556 loài được xác định là có nguy cơ tuyệt chủng hoặc gần tuyệt chủng và cần được bảo vệ. Các khu rừng nhiệt đới, nơi trú ẩn của một nửa số sinh vật hiện tồn tại trên trái đất cũng đang bị thu hẹp hàng trăm nghìn ha mỗi năm. Vô số loài đã biến mất khi môi trường sống của chúng bị phá hủy.
Nhu cầu tăng chóng mặt về sừng tê giác từ các nước châu Á, trong đó có Việt Nam, đang là động cơ của cuộc khủng hoảng săn bắn trái phép tại châu Phi và Nam Phi nói riêng. Tính từ năm 2007, mức độ săn bắn trái phép đối với loài này tăng 5000%. Tại Nam Phi, cứ mỗi ngày trôi qua lại có thêm ít khoảng 3 cá thể tê giác bị giết hại. Nạn săn trộm và buôn lậu sừng tê giác ra nước ngoài ngày càng trở nên phổ biến để đáp ứng nhu cầu gia tăng tại Việt Nam, nơi sừng tê giác được sử dụng như một loại thuốc y học cổ truyền. Đặc biệt, sừng tê giác được một nhóm người trong xã hội săn lùng ráo riết vì được coi là biểu tượng của quyền lực và sự giàu có.

### Việt Nam
Riêng ở Việt Nam, thực trạng đang diễn ra ngày càng nghiêm trọng là nhiều loài động vật hoang dã, quý hiếm, trong đó có loài đang có nguy cơ tuyệt chủng, đã và đang bị săn bắt, buôn bán, xuất khẩu trái phép, thậm chí giết mổ làm món ăn đặc sản tại các nhà hàng, khách sạn, phục vụ thói quen tiêu xài lãng phí của một số người. Do dễ dàng tiêu thụ với thu nhập cao đã tạo ra việc làm rất nguy hại và kích thích một số người săn bắt, buôn bán trái phép loại hàng này bất chấp các quy định của Nhà nước về quản lý bảo vệ và phát triển động vật hoang dã, quý hiếm. Năm 2017, Việt Nam đã bắt giữ được 483 vụ buôn bán, vận chuyển trái phép động thực vật hoang dã, tịch thu 11.554 cá thể và 10.125 kg động vật hoang dã.
Các quốc gia trong khu vực sông Mekong Mở rộng, kể cả Việt Nam, đã thất bại trong việc đóng cửa các thị trường buôn bán động vật hoang dã. Chính phủ Việt Nam thiếu nỗ lực trong việc ngăn chặn các lực lượng buôn bán và nhập lậu các sản phẩm động vật hoang dã trái phép, từ nhiều năm nay diện tích rừng bị thu hẹp do tàn phá, cộng với nạn buôn bán động vật hoang dã phức tạp trên diện rộng dẫn đến số lượng cá thể giảm nhanh chóng, nhiều loài có nguy cơ tuyệt chủng cao, tình trạng khai thác, buôn bán, tiêu thụ động, thực vật hoang dã nguy cấp vẫn diễn ra chưa kiểm soát được và có xu hướng gia tăng thời gian qua..
Do việc săn bắt chim, thú rừng tuỳ tiện cùng với nạn đốt phá rừng đã phá hoại nghiêm trọng môi trường sống của nhiều loài động vật hoang dã, làm cho một số loài trở nên hung dữ, gây ra những thảm hoạ đối với con người như: nạn voi dữ, lợn rừng phá hoại sản xuất; nạn chuột, châu chấu phá hoại mùa màng ở nhiều nơi. Trước tình hình nghiêm trọng nói trên, dư luận của quần chúng nhân dân, các cơ quan thông tin đại chúng, các nhà khoa học đã nhiều lần lên tiếng, đòi hỏi phải có các biện pháp hữu hiệu để bảo vệ và phát triển động vật hoang dã.
Việt Nam vừa là điểm trung chuyển buôn bán ngà voi cho người tiêu dùng ở Trung Quốc và Mỹ để làm đồ trang sức và trang trí nội thất, vừa là nước tiêu thụ sừng tê lớn. Việc sử dụng và mua bán sừng tê giác là tội hình sự ở Việt Nam, nhưng nhu cầu tiêu thụ sừng tê rất lớn vì nhiều người xưa nay tin vào công dụng trường thọ của loại sừng quý hiếm này, khó khăn nhất của Việt Nam là việc xử phạt loại tội phạm này chưa đủ sức răn đe.
Việt Nam đang phải đối mặt với nhiều thách thức và còn hạn chế nhất định trong việc nâng cao nâng lực, hoàn thiện thể chế; điều tra, truy tố tội phạm trong lĩnh vực này; thay đổi thói quen tiêu dùng các sản phẩm từ động vật, một trong những nguyên nhân gây nên sự suy giảm các loài nguy cấp ở nước ta thời gian qua là do các chính sách, quy định pháp luật chưa đồng bộ, công tác bảo tồn ĐDSH (Đa dạng sinh học) nói chung và bảo tồn loài nói riêng chưa được quan tâm đúng mức. Vấn đề bảo vệ các loài hoang dã, nhất là các loài nguy cấp, quý, hiếm còn có sự chồng chéo về phân quyền, trách nhiệm quản lý, nhiều đối tượng đã lợi dụng việc gây nuôi thương mại để thực hiện buôn bán động vật trái phép, việc thắt chặt quản lý trong vấn đề này là hết sức cần thiết.
Từ năm 2008, các trại nuôi trên địa bàn Bình Dương đã gây nuôi sinh sản thành công một số loài động vật hoang dã quý hiếm như Hổ, Vượn, Vọoc, Nai cà tong, Công nội và một số loài có nguồn gốc nhập khẩu như Khỉ sóc châu phi, Ngựa vằn, Linh dương sừng xoắn, Linh dương sừng kiếm, Linh dương đầu bò, hà mã, hươu cao cồ, có thêm một loài Báo hoa mai sinh sản thành công trong môi trường nuôi nhốt. Báo hoa mai vốn ít gặp trong thiên nhiên. Việc nhân nuôi thành công các loài động vật hoang dã tại các trại nuôi trên địa bàn Bình Dương đã góp phần quan trọng trong việc bảo tồn đa dạng sinh học, bảo tồn nguồn tài nguyên động vật hoang dã theo hướng phát triển bền vững.
Ngày 23/7/2020, để bảo đảm thực thi nghiêm pháp luật về quản lý động vật hoang dã, Thủ tướng Chính phủ ban hành Chỉ thị 29/CT-TTg quy định về một số giải pháp cấp bách quản lý động vật hoang dã.

## Giải pháp

### Khu bảo tồn

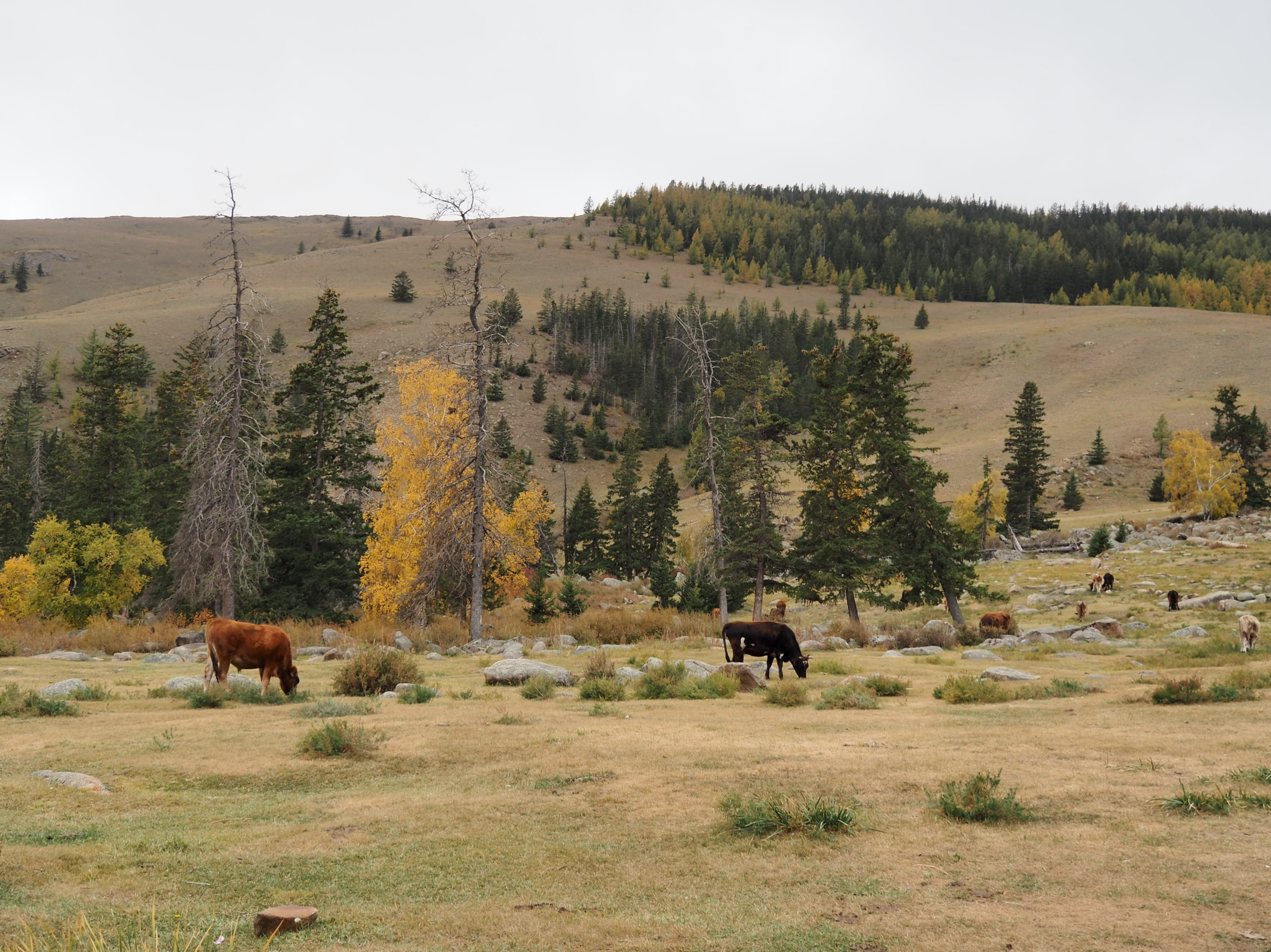
Một khu bảo tồn

Khu bảo tồn thiên nhiên là vùng đất hay vùng biển đặc biệt được dành để bảo vệ và duy trì tính đa dạng sinh học, các nguồn tài nguyên thiên nhiên, kết hợp với việc bảo vệ các tài nguyên văn hoá và được quản lý bằng pháp luật hoặc các phương thức hữu hiệu khác. Theo nghĩa hẹp, khu bảo tồn thiên nhiên còn gọi là khu dự trữ tự nhiên và khu bảo toàn loài sinh cảnh, là vùng đất tự nhiên được thành lập nhằm mục đích đảm bảo diễn thế tự nhiên. Trên thế giới hiện nay có thành lập rất nhiều khu bảo tồn, công viên quốc gia, vườn sinh thái để bảo vệ cuộc sống của các động vật còn sót lại trên thế giới. Ngoài ra, việc gây nuôi thương mại các loài động vật hoang dã không bị cấm tại Việt Nam bởi nhiều người cho rằng hoạt động này có thể làm giảm áp lực săn bắn và khai thác.

### Tuyên truyền
Việc tuyên truyền bảo vệ động vật hoang dã ngày càng được chú trọng, Bảo vệ động vật hoang dã từ những việc nhỏ nhất như tuyên truyền ý thức cho người dân, khẩu hiệu là Bảo vệ động vật hoang dã chính là bảo vệ cuộc sống của bạn. Nâng cao nhận thức và hiểu biết của con người về môi trường tự nhiên cũng là việc làm thiết thực. Các khóa học đạo đức cho học sinh, chương trình đào tạo về sinh thái học và quản lý đa dạng sinh học sẽ khiến xã hội nhận thức rõ hơn về tầm quan trọng của môi trường, ngăn chặn hành vi trái pháp luật. Kết nối cộng đồng cũng là cách hữu hiệu nhất để bảo vệ các loài động vật có nguy cơ bị tuyệt chủng. Tiếng nói của một người sẽ không có tác dụng nhưng khi toàn bộ cộng đồng lên tiếng lại hoàn toàn khác.

### Ngân hàng gen
Việc thành lập "các ngân hàng gen", lưu giữ mẫu gen của tất cả các 1 loài động thực vật trong tự nhiên. Mặc dù không thể tìm kiếm, tích lũy được mẫu gen của tất cả các loài sinh vật trên trái đất nhưng các nhà nghiên cứu hy vọng có thể thu thập, bảo quản mẫu gen của một số loài quý hiếm qua phương pháp bảo quản lạnh. Frozenark của Anh là một ngân hàng gen tiêu biểu, có mục tiêu thu thập được khoảng 16.000 mẫu gen của các loài có nguy cơ tuyệt chủng và lưu giữ nguồn gen này khỏe mạnh nhất có thể trong vòng 50 năm tới. Những công trình như Frozenark sẽ đem lại cái nhìn toàn diện hơn về đời sống sinh vật học của nhiều loài động thực vật khác nhau. Một khi những công trình này thành công, nỗi lo tuyệt chủng của các loài sẽ giảm bớt.

### Định chế quốc tế
Các biện pháp kiểm soát quốc tế đã được triển khai trong đó đáng chú ý bao gồm việc tổ chức Liên minh chống buôn bán động vật hoang dã (CAWT) được thành lập năm 2005 bởi Bộ Ngoại giao Hoa Kỳ như một liên minh tự nguyện của các chính phủ và các tổ chức nhằm chấm dứt buôn bán trái phép các sản phẩm động vật hoang dã và động vật hoang dã. CAWT hiện bao gồm sáu chính phủ và mười ba tổ chức phi chính phủ quốc tế (NGO). Chương trình hành động của họ bao gồm nâng cao nhận thức của công chúng để hạn chế nhu cầu, tăng cường thực thi pháp luật xuyên biên giới quốc tế để hạn chế cung cấp, và nỗ lực huy động hỗ trợ chính trị từ cấp trên.
Một định chế khác được thành lập là Hiệp hội Mạng lưới Thực thi Hoang dã Quốc gia Đông Nam Á, Quỹ Freeland và TRAFFIC Đông Nam Á đã làm việc với chính phủ Thái Lan và Hiệp hội các quốc gia Đông Nam Á (ASEAN) thành lập Mạng lưới Thực thi Động vật hoang dã ASEAN (ASEAN-WEN hay ASEAN Wildlife Enforcement Network) vào năm 2005. ASEAN-WEN giám sát các hợp tác xuyên biên giới và nhằm tăng cường năng lực thực thi pháp luật tập thể của mười nước thành viên ASEAN. Đây là sự hợp tác thực thi pháp luật động vật hoang dã lớn nhất trong khu vực trên thế giới và nhận được sự hỗ trợ từ Cơ quan Phát triển Quốc tế Hoa Kỳ. Mạng lưới thực thi Nam Á (SAWEN) được tạo ra với sự trợ giúp của CAWT và TRAFFIC. Năm 2008, các bộ trưởng môi trường Nam Á đã đồng ý tạo SAWEN dưới sự hỗ trợ của Chương trình Môi trường Hợp tác Hợp tác Nam Á. Các quốc gia SAWEN bao gồm Afghanistan, Bangladesh, Bhutan, Ấn Độ, Maldives, Nepal, Pakistan và Sri Lanka. Quỹ Freeland là một tổ chức phòng chống buôn bán động vật hoang dã và buôn người có trụ sở tại châu Á.
Công ước về buôn bán quốc tế các loài động vật và thực vật hoang dã nguy cấp (CITES) là một văn kiện pháp lý quốc tế có ý nghĩa rất quan trọng trong việc chống lại hoạt động buôn bán trái phép động vật hoang dã, công ước này liệt kê ra danh mục các loài nguy cấp, quý hiếm có nguy cơ và khuyến nghị biện pháp bảo vệ, trên cơ sở công ước này, chính quyền các nước sẽ thể chế hóa thành các quy định pháp luật của quốc gia để xác định những hành vi buôn bán động vật bất hợp pháp, trái phép, tính chất buôn lậu từ đó có chế tài trách nhiệm cụ thể, CITES đã có chỉ đạo các nỗ lực của mình ở phía cung cấp buôn lậu động vật hoang dã. Nó nhằm mục đích chấm dứt buôn lậu động vật hoang dã và để đảm bảo rằng thương mại quốc tế không đe dọa các loài đang bị đe dọa.
Hội nghị của tổ chức bảo vệ động vật hoang dã United for Wildlife ở London là một phần trong tuần sự kiện khuyến khích mọi người trên khắp thế giới nỗ lực ngăn chặn vấn nạn giết chóc động vật hoang dã quý hiếm để lấy xương, da, và ngà vốn đang là sản phẩm ưa chuộng tại nhiều khu vực ở châu Á. Sự cam kết tổ chức United for Wildlife sẽ sử dụng ảnh hưởng toàn cầu của mình để tạo khác biệt trong nỗ lực ngăn chặn nạn buôn bán động vật ở thời điểm hiện tại. United for Wildlife lên kế hoạch sử dụng công nghệ thông minh như hệ thống định vị toàn cầu GPS và máy bay không người lái để bảo vệ các động vật có nguy cơ tuyệt chủng. Tổ chức này cũng lên kế hoạch hợp tác với chính phủ các nước và các cơ quan bảo vệ động vật trên khắp thế giới United for Wildlife cũng sẽ thúc đẩy các nỗ lực đưa tội phạm buôn bán động vật trái phép đối diện công lý cũng như ủng hộ những cộng đồng có cuộc sống bị ảnh hưởng bởi ngành kinh doanh trái phép này.
Ngày 17 và 18 tháng 11 năm 2016, Hội nghị Hà Nội về chống buôn bán động vật hoang dã (Hanoi Conference on Illegal Wildlife Trade đã diễn ra. Hội nghị quy tụ những nhà lãnh đạo toàn cầu và đã họp bàn về vấn đề ngăn chặn tình trạng săn bắt, buôn bán động vật hoang dã trái phép. Đồng thời, đưa ra những quy định, cam kết về bảo tồn động vật hoang dã

## Ghi nhận

### Chuột sóc
Ở một số nơi, sự tồn tại của chuột sóc có nguy cơ bị tận diệt, tại Anh, số lượng chuột sóc đã suy giảm đáng kể. Hàng năm, người Anh sử dụng máy móc cắt đi rất nhiều hàng rào cây cối, nơi sinh sống của chuột sóc. Ngoài ra do con người chặt bớt thực vật nên lũ chuột sóc thiếu cái ăn có thể đã chết đói trong khi ngủ đông. Theo tổ chức Sứ mệnh của Con người đối với các động vật có nguy cơ tuyệt chủng (PTES), cần ít nhất hai năm kể từ năm 2012 cây cối ở vùng này mới mọc lại như cũ, tạo ra đủ thức ăn cho loài này
Chính phủ Anh đã có nhiều biện pháp để bảo vệ loài này, chuột sóc đã chính thức được luật pháp bảo vệ. Trong khuôn khổ chương trình phục hồi các loài động vật, cơ quan cố vấn của chính phủ Anh về đời sống hoang dã vừa đưa một số con chuột sóc đến vài địa phương, sau đó đưa nhiều chuột sóc khác tới các khu rừng ở Cambridgeshire và Norfolk. Thậm chí chính quyền vùng Rhondda Cynon ở miền Nam xứ Wales đã bắc 3 dây cầu treo với kinh phí bắc cầu là 190.000 bảng Anh (5,7 tỉ Việt Nam đồng) để dành cho chuột sóc vượt qua đường cao tốc an toàn lý do để bảo vệ động vật hoang dã, tuy nhiên một số người dân phản đối vì lãng phí.

### Linh dương

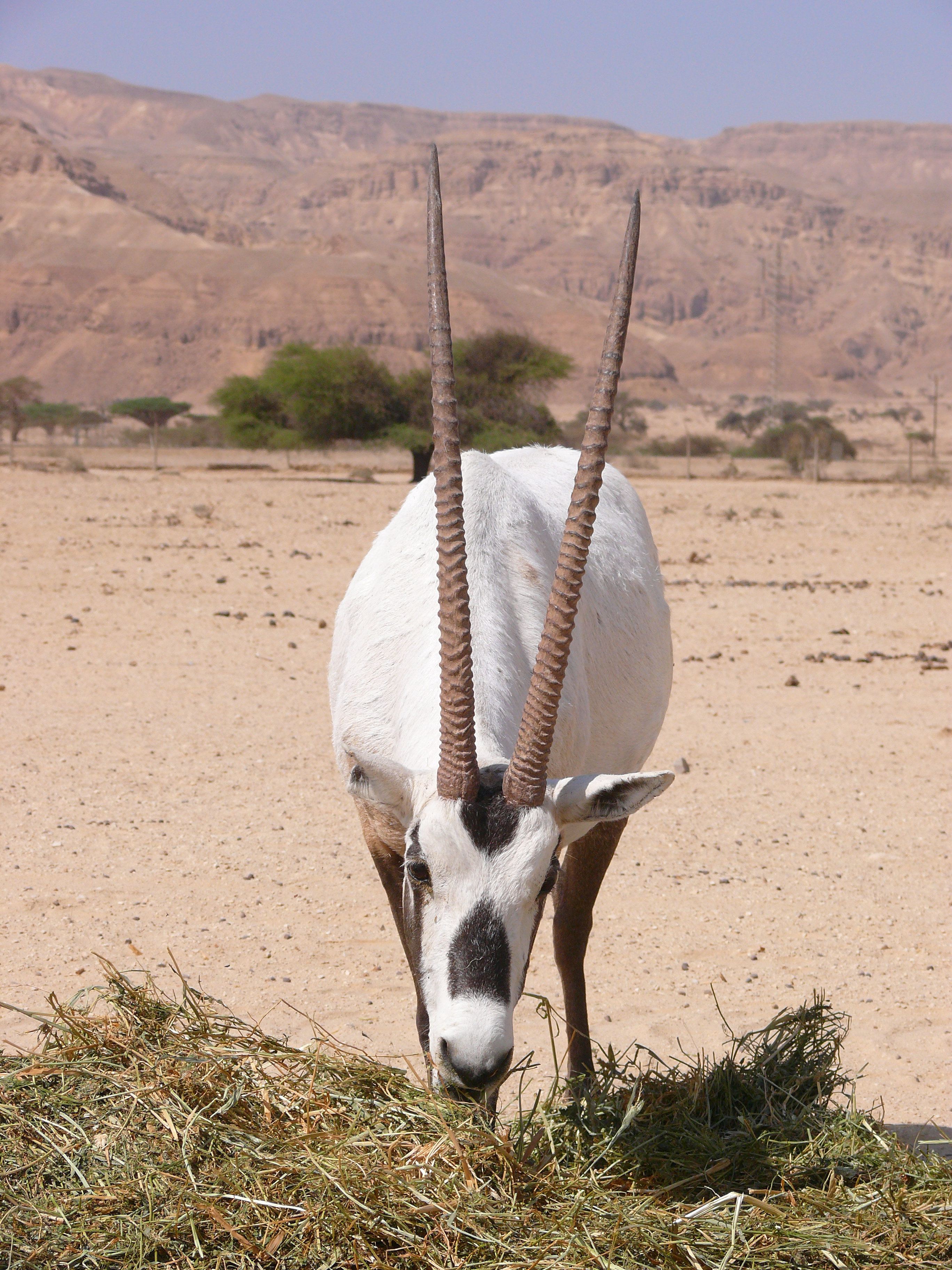
Linh dương sừng thẳng Ả rập được đánh giá là đã bảo tồn thành công trong phạm vi hẹp

Năm 1986, linh dương sừng thẳng Ả Rập được phân loại "có nguy cơ tuyệt chủng" trong danh sách đỏ IUCN, và vào năm 2011, chúng là loài động vật đầu tiên được xác nhận lại như là một loài "dễ bị tổn thương" sau một thời gian bị liệt kê vào danh sách những loài đã tuyệt chủng trong môi trường hoang dã. Tháng 6 năm 2011, linh dương sừng thẳng Ả Rập được liệt kê lại vào danh sách loài dễ bị tổn thương bởi sách đỏ IUCN. IUCN ước tính có hơn 1000 cá thể linh dương sừng thẳng Ả Rập trong tự nhiên, với 6000-7000 con trong điều kiện nuôi nhốt trên toàn thế giới trong các vườn thú, bảo tồn, và các bộ sưu tập tư nhân. Một số trong số này ở trong các khu vực có hàng rào rộng lớn (chuyển vùng tự do), bao gồm cả những con ở Syria (Al Talila), Bahrain, Qatar, and UAE.
Ngày 28 Tháng Sáu năm 2007, khu bảo tồn linh dương sừng thẳng Ả Rập là địa điểm đầu tiên bị loại bỏ khỏi danh mục di sản thế giới UNESCO. Lý do UNESCO gỡ bỏ là do việc chính phủ Oman quyết định mở 90% địa điểm để khảo sát dầu mỏ. Dân số linh dương sừng thẳng Ả Rập trên khu vực đã bị giảm từ 450 con vào năm 1996 xuống còn 65 con trong năm 2007. Hiện nay có ít hơn bốn cặp sinh sản còn lại trên địa điểm.
Còn loài linh dương sừng kiếm đã bị săn bắt gần như tuyệt chủng nhằm lấy cặp sừng. Suy giảm quần thể bắt đầu do kết quả biến đổi khí hậu nghiêm trọng khiến sa mạc Sahara trở nên khô cằn. Quần thể phía bắc gần như mất đi trước thế kỷ thứ 20. Suy giảm quần thể phía nam tiến triển nhanh hơn khi người châu Âu bắt đầu định cư khu vực và săn bắt linh dương lấy thịt, da và cặp sừng. Chiến tranh thế giới II và Nội chiến ở Tchad bắt đầu vào những năm 1960 được cho gây ra hậu quả loài bị sụt giảm nặng nề thông qua nạn săn bắn gia tăng nhằm cung ứng thực phẩm
Vấn nạn động vật bị cán chết trên đường, cộng đồng người du mục sống gần hố nước (nơi linh dương kiếm ăn mùa khô) và súng cầm tay phục vụ săn bắn dễ dàng cũng khiến số lượng suy giảm. IUCN liệt kê linh dương sừng kiếm vào danh sách loài tuyệt chủng trong khu vực tại Algérie, Burkina Faso, Tchad, Ai Cập, Libya, Mali, Mauritanie, Maroc, Niger, Nigeria, Sénégal, Sudan, Tunisia và Tây Sahara, ước định loài đã tuyệt chủng trong tự nhiên từ năm 2000. Báo cáo được trông thấy tại Tchad và Niger vẫn vô căn cứ, mặc dù những cuộc điều tra bao quát được thực hiện xuyên suốt Tchad và Niger từ 2001 đến 2004 trong nỗ lực phát hiện linh dương tại dãy Sahel và hoang mạc Sahara. Ít nhất cho đến năm 1985, 500 con linh dương sừng kiếm ước tính được sống sót tại Tchad và Niger, nhưng đến năm 1988, chỉ còn vài cá thể sống sót trong môi trường hoang dã.
Hiện tại có một chương trình nuôi sinh sản toàn cầu cho linh dương sừng kiếm Năm 2005, ít nhất 1.550 cá thể được quản lý như một phần của chương trình nhân giống và năm 2008, hơn 4.000 được tin sẽ nhân giống ở các khu tư nhân tại Liên minh tiểu quốc Ả Rập thống nhất. Kế hoạch liên quan đến tái lập bầy đàn trong rào tại công viên quốc gia Bou Hedma (1985), công viên quốc gia Sidi Toui (1999) và công viên quốc gia Oued Dekouk (1999) ở Tunisia; công viên quốc gia Souss-Massa (1995) tại Morocco; khu bảo tồn Ferlo Faunal (1998) và khu bảo tồn hoang dã Guembuel (1999) ở Sénégal. Chad hiện đang dẫn đầu một dự án tái nhập loài vào khu bảo tồn Ouadi Rimé Ouadi Achim, với sự hỗ trợ của Quỹ Bảo tồn Sahara và Cơ quan Môi trường Abu Dhabi. Nhóm đầu tiên được phóng thích vào đầu năm 2016 tại một khu rào chắn hợp khí hậu và nên được phóng thích hoàn toàn về hoang dã trong mùa mưa.

### Loài hổ
Số lượng hổ trên thế giới giảm 95% trong vòng 100 năm qua, số lượng trong tự nhiên ước tính chỉ còn khoảng 3.200 cá thể, giảm mạnh so với mức 100.000 năm 1900. Tình trạng săn bắn trộm và mất môi trường sống đã tác động đến loài động vật này. Những nỗ lực ngăn chặn sự tuyệt chủng của loài hổ sẽ được đẩy mạnh trong năm 2010 sau khi Quỹ Bảo tồn Thiên nhiên Thế giới (WWF) đưa hổ vào vị trí hàng đầu trong danh sách những loài động vật bị đe dọa. Những nỗ lựccủa cộng đồng quốc tế gồm những cam kết và ủng hộ của một số quốc gia về bảo vệ hổ, sự thống nhất về Ngày Quốc tế Hổ như là một biểu tượng, việc thành lập các Dự án hổ, cũng như thành lập khác khu vực bảo tồn hổ ở một số nơi.
Số lượng hổ dao động từ khoảng 3.000 đến dưới 4.000 con hổ được cho là còn sống trong tự nhiên và so với trước đây là 10.000 cá thể. Ngày nay, hổ chỉ còn tồn tại rải rác trên khoảng 7% lãnh thổ mà trước kia chúng từng sống. Hàng nghìn con khác được cho rằng bị bắt giữ trên khắp Đông Nam Á. Khoảng 5.000–6.000 bị nhốt trong khoảng 200 trung tâm nuôi giống tại Trung Quốc. Trong khi chỉ còn chưa tới 4.000 con tồn tại trong tự nhiên, kém xa số lượng bị nuôi nhốt trong các trang trại, sở thú. Hiện có hơn 5.000 con hổ đang bị nuôi nhốt tại Trung Quốc và khoảng 1.450 con tại Thái Lan, 400 con tại Lào. Ngoài ra, còn có nhiều vườn thú tư nhân và những cá nhân tự nuôi hổ tại các nước, chủ yếu tập trung tại châu Á.
Ứớc tính tổng kinh phí hằng năm để quản lý 42 địa điểm bảo tồn hổ đạt hiệu quả là 82 triệu USD/năm, hiện chỉ có khoảng 47 triệu USD/năm được cam kết cấp vốn từ chính phủ các nước, các nhà tài trợ quốc tế và các nhóm bảo tồn. Cam kết đóng góp 100 triệu đôla của Ngân hàng Thế giới và 83 triệu đôla của Quỹ Động vật Hoang dã Thế giới đã được loan báo, nhưng cần phải có thêm tiền để trang trải cho khoản chi phí lên tới 350 triệu đôla trong 5 năm đầu tiên của kế hoạch 12 năm. WWF từng cam kết sử dụng 50 triệu USD trong vòng 05 năm tới sau hội nghị cho công tác bảo tồn hổ, và đặt mục tiêu nâng con số đó lên 85 triệu USD.

### Tê tê
Các đại biểu đến từ 32 quốc gia châu Phi và châu Á đã có mặt tại Đà Nẵng để cùng xây dựng một kế hoạch hành động bảo tồn thống nhất nhằm bảo vệ tê tê, loài động vật có vú bị buôn bán bất hợp nhiều nhất trên thế giới. Hội nghị đầu tiên của các quốc gia có loài tê tê sinh sống do chính phủ Việt Nam và Hoa Kỳ đồng tổ chức.
Các cơ quan bảo vệ động vật hoang dã và thực thi pháp luật của chính phủ, các tổ chức phi chính phủ cùng các chuyên gia về tê tê đã gặp nhau tại hội nghị để trình bày và trao đổi về số lượng loài tê tê hiện tại và thông tin về nạn buôn bán tê tê trên thị trường quốc tế nhằm kêu gọi chia sẻ thông tin và hành động. Họ cũng hợp tác để xây dựng kế hoạch hành động nhằm giúp bảo tồn, quản lý và thực thi pháp luật để bảo vệ tê tê trước nguy cơ bị tận diệt do buôn lậu và cách thức mua bán hợp pháp loài động vật này còn thiếu bền vững.
Hội nghị này, do Việt Nam đề xuất, nhận được sự tài trợ của Cục Cá và các loài hoang dã Hoa Kỳ và các hỗ trợ khác từ Tổ chức Nhân đạo Quốc tế, Quỹ Quốc tế về Phúc lợi động vật, Hội đồng bảo vệ Tài nguyên thiên nhiên và tổ chức Freeland.
“Hội nghị hôm nay là một ví dụ cho thấy việc tăng cường quan hệ không chỉ có lợi cho 2 nước chúng ta mà còn có lợi cho cả cộng đồng thế giới khi chúng ta cùng nhau giải quyết những vấn đề xuyên quốc gia cấp bách nhất của thời đại”, Phó Đại sứ Hoa Kỳ Claire Pierangelo phát biểu.
Tê tê là loài động vật có vú có kích cỡ trung bình, săn mồi ban đêm, ăn kiến và mối được tìm thấy ở châu Á và châu Phi hạ Sahara. Toàn thân tê tê bao phủ một lớp vảy hình thành từ sừng. Tê tê đang bị đe dọa do nhu cầu buôn bán vảy tê tê ở nội địa và quốc tế thiếu bền vừng và bất hợp pháp. Vảy tê tê được sử dụng để chế biến các loại thuốc truyền thống châu Á và chế biến món ăn, một loại thực phẩm xa xỉ ở nhiều nền văn hóa khác nhau. Các chuyên gia ước tính hơn 1 triệu con tê tê đã bị buôn bán bất hợp pháp trong 10 năm qua, khiến cho tê tê trở thành loài động vật có vú bị buôn lậu nhiều nhất trên thế giới.
Việc buôn bán loài tê tê châu Á trên thị trường quốc tế bị cấm theo Công ước Liên Hiệp Quốc về buôn bán quốc tế các loài động, thực vật hoang dã, nguy cấp (CITES) và nhiều quốc gia đã có luật cấm săn bắt và buôn bán nội địa loài tê tê.